# Навакаррос
Навакаррос (ісп. Navacarros) — муніципалітет в Іспанії, у складі автономної спільноти Кастилія-і-Леон, у провінції Саламанка. Населення — 131 особа (2010).
Муніципалітет розташований на відстані близько 170 км на захід від Мадрида, 65 км на південь від Саламанки.
На території муніципалітету розташовані такі населені пункти: (дані про населення за 2010 рік)
- Навакаррос: 130 осіб
- Вістаермоса: 1 особа

## Демографія
Динаміка населення (INE ):

## Зовнішні посилання
- Муніципальна рада [Архівовано 16 травня 2021 у Wayback Machine.]
- Провінційна рада Саламанки: індекс муніципалітетів [Архівовано 23 квітня 2009 у Wayback Machine.]
- Посилання на Google Maps